# Liste der spanischen Küsten

Karte Spaniens mit namentlicher Aufteilung der Küste

Die Küste des festländischen Spaniens ist weitgehend in benannte Küstenabschnitte gegliedert. Die Küstennamen sind in aller Regel keine historischen Landschaftsbezeichnungen, sondern Wortschöpfungen, die aus Gründen der Tourismusförderung erdacht wurden. 17 Küstenabschnitte Spaniens sind benannt. Die Gesamtlänge der spanischen Küste beträgt ca. 8000 Kilometer.
Die Gliederung ab der französisch-spanischen Grenze am Mittelmeer im Uhrzeigersinn:

## Mittelmeerküste
Die Küste der iberischen Halbinsel von der französischen Mittelmeerküste über Katalonien, Valencia und Murcia bildet die spanische Ostküste, die Küsten Andalusiens die Südküste, von der ein Teil östlich von Gibraltar im Mittelmeer liegt, der andere westliche Teil am Atlantik.

### Katalonien
- Costa Brava (deutsch Wilde Küste): 135 km. Dieser Küstenabschnitt erstreckt sich von der französischen Grenze bis nach Blanes, südlich von Lloret de Mar, bezeichnet also die Küste der Provinz Girona. Weitere bekannte Orte: Portbou, Cadaqués, Roses, Palamós, Sant Feliu de Guíxols, Tossa de Mar.
- Costa del Maresme (Watt-Küste): 40 km. Blanes bis El Masnou. Sehr dicht besiedelt; hier befinden sich El Masnou und Mataró. Die Costa del Maresme wurde früher zur Costa Brava gezählt. Der Name ist traditionell, international aber weniger bekannt. Weitere bekannte Orte: Malgrat de Mar, Calella.
- Barcelona: 30 km. Von Badalona über Barcelona bis L’Hospitalet de Llobregat. Die Küste von Barcelona mit seinen Vororten.
- Costa del Garraf (Garraf-Küste): 55 km. Von Castelldefels bis Vilanova i la Geltrú. Quasi die „Hausküste“ Barcelonas. Die Costa del Garraf wurde früher zur Costa Daurada gezählt. Auch dieser Name ist traditionell, international aber weniger bekannt. Bekannte Orte: Castelldefels, Sitges. Bildet zusammen mit der Costa del Maresme die Küste der Provinz Barcelona.
- Costa Daurada (Goldküste, spanisch Costa Dorada): 60 km. Weiter südwärts bis zur Südgrenze Kataloniens bei Alcanar, also die Küste der Provinz Tarragona. Bekannte Orte: Torredembarra, Tarragona, Salou, Cambrils, L’Ampolla.

### ValenciaundMurcia
- Costa del Azahar (Küste der Orangenblüte): Die Küste der Provinzen Castellón und Valencia, von Alcanar bis Oliva. Bekannte Orte: Peñíscola, Benicàssim, Castelló de la Plana, Sagunt, Valencia, Cullera, Gandía, Oliva.
- Costa Blanca (Weiße Küste): Die Küste der Provinz Alicante, genauer von der Grenze zur Provinz Valencia bis zum Cabo de Palos östlich von Cartagena, Region Murcia. Bekannte Orte: Dénia, Jávea, Calp, Altea, Benidorm, Villajoyosa, Alicante, Torrevieja.
- Costa Cálida (Heiße Küste): Der Küstenabschnitt der Region Murcia vom Cabo de Palos bis zum Ort Águilas. Bekannte Orte: Cartagena, Águilas, Cuevas del Almanzora.

### Andalusien
- Costa del Sol (Sonnenküste): Insgesamt gesehen die andalusische Mittelmeerküste vom Cabo de Gata (dt. Kap Gata), das den östlichen Grenzpunkt der Bucht von Almería bildet, bis nach Gibraltar, sie wird abschnittsweise jedoch in jüngerer Zeit anders benannt.
  - Costa de Almería (Küste von Almería): Die gesamte Küste der Provinz Almería. Bekannte Orte: Almería, Roquetas de Mar, Adra.
  - Costa Tropical (Tropische Küste): Wohl aus Vermarktungsgründen eingeführter Name der Küste der Provinz Granada. Bekannte Orte: Motril, Salobreña, Almuñécar.
  - Costa del Sol: Im engeren Sinne umfasst die Costa del Sol den Küstenabschnitt, der zur Provinz Málaga gehört. Bekannte Orte: Nerja, Torre del Mar, Málaga, Torremolinos, Fuengirola, Marbella, Estepona.
  - Costa Gaditana (Gaditanische Küste): So nennt die Provinz Cádiz ihren Abschnitt der Mittelmeerküste von Sotogrande bis La Línea de la Concepción (Gibraltar). Gaditanisch ist das Gentilizium (Herkunftsadjektiv) von Cádiz.

## SüdlicheAtlantikküste
Dieser Teil der spanischen Südküste setzt sich in der portugiesischen Südküste fort.

### Andalusien
- Costa de la Luz (Küste des Lichts): Von Gibraltar bis zur portugiesischen Grenze. Bekannte Orte: Algeciras, Tarifa, Cádiz, El Puerto de Santa María, Jerez de la Frontera, die Mündung des Guadalquivir, Huelva.

## Nördliche Atlantikküste
Die nördliche Küste Spaniens wird insgesamt als Costa Verde (deutsch Grüne Küste) bezeichnet, dort befinden sich die niederschlagsreichsten Gebiete Spaniens. Es gibt jedoch auch hier eine Untergliederung in benannte Küstenabschnitte. Dabei bildet die galicische Küste nördlich von Portugal noch die Westküste, die Nordküste Spaniens erstreckt sich vom Finisterre („Ende der Welt“) entlang der Biscaya zurück zur südfranzösischen Atlantikküste.

### Galicien
Die Küste Galiciens ist stark durch Flussmündungen (spanisch Rías) zerklüftet, daher die etwas eigenartigen Namen der galicischen Küstenabschnitte. Zusammengenommen werden sie auch als Rías Gallegas bezeichnet.
- Rías Baixas (Untere Flussmündungen): Von der portugiesischen Grenze bis zum Kap Finisterre. Bekannte Orte: Vigo, Pontevedra, Vilagarcía de Arousa, Noia.
- Rías Altas (Obere Flussmündungen): Vom Kap Finisterre bis Ribadeo an der Grenze zu Asturien. Bekannte Orte: A Coruña, Betanzos, Ferrol, Viveiro. Im engeren Sinne umfassen die Rías Altas die Buchten zwischen A Coruña und Ribadeo. Der westliche Abschnitt zwischen dem Kap Finisterre und Malpica wird wegen der stürmischen, unberechenbaren See auch Costa da Morte (galicisch für „Todesküste“) genannt.

### Asturien
- Costa Verde (Grüne Küste): Im engeren Sinne die Küste der Region Asturien. Bekannte Orte: Tapia de Casariego, Luarca, Luanco, Gijón, Villaviciosa, Ribadesella, Llanes

### Kantabrien
- Costa de Cantabria (Küste Kantabriens): Die Küste der Region Kantabrien. Bekannte Orte: Suances, Santander, Laredo, Castro-Urdiales.

### Baskenland
- Costa Vasca (Baskische Küste): Die Küste des Baskenlandes bis zur französischen Grenze. Bekannte Orte: Lekeitio, Ondarroa, Zarautz, San Sebastián, Irún.